# عصمت بیگم

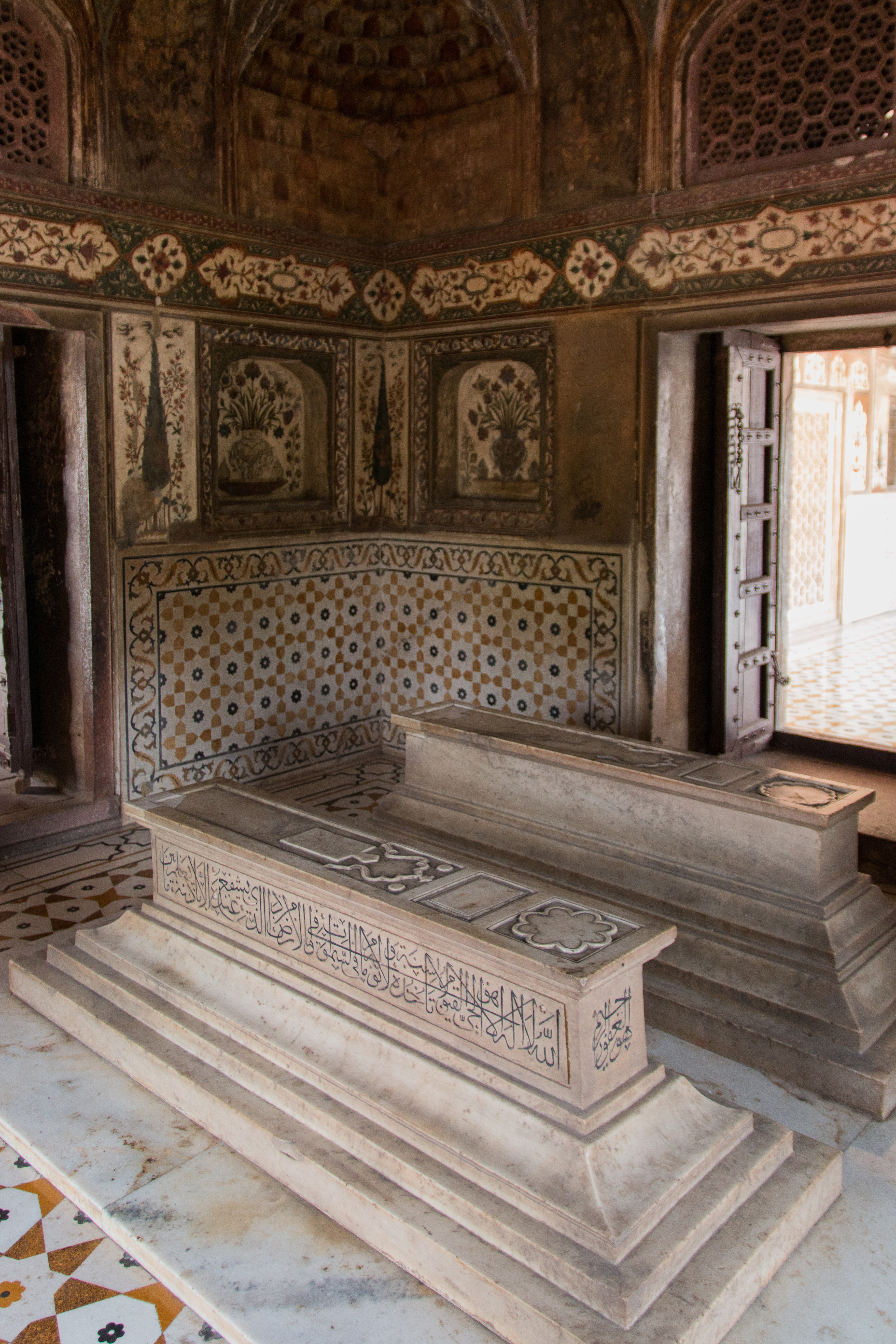
آرامگاه عصمت بیگم در کنار همسرش میرزا غیاث بیگ

عصمت بیگم (مرگ در ۱۶۲۱) همسر میرزا غیاث بیگ، وزیر اعظم ایرانی جهانگیرشاه، و همچنین مادر نورجهان، همسر اصلی جهانگیر، قدرتمندترین بانوی دربار و قدرت پشت امپراتور، بود. او همچنین مادربزرگ پدری ممتاز محل است که تاج محل برای او ساخته شده‌است.

## خانواده
عصمت بیگم دختر میرزا علاءالدوله آقا مولا و عضوی از خاندان برجسته آقا ملا بود. او بانویی فرزانه، فرهیخته، توانمند و بسیار بافرهنگ بود. او برادری به نام ابراهیم خان داشت که در زمان حکومت امپراتور جهانگیر حاکم بنگال بود.

## ازدواج
عصمت بیگم با یکی از بزرگان ایرانی به نام میرزا غیاث بیگ، بزرگ‌ترین پسر خواجه محمدشریف، یکی از نجیب‌زادگان تهران و وزیر حاکم خراسان بود. این زوج هفت فرزند به نام‌های محمد شریف، ابراهیم خان، اعتقاد خان، منیژه بیگم، آصف خان، صالحه و مهرالنسا (ملکه نورجهان آینده) داشتند.
غیاث بیگ و خانواده‌اش به دلایل نامعلومی در سال ۱۵۷۶ در بخت و اقبال دچار تغییر و تحول شده بودند و کمی بعد شرایط را در وطن خود (ایران) غیرقابل تحمل دیدند. این خانواده به دلیل آب و هوای مناسب دربار اکبر کبیر، شاه گورکانی هند، در آگره تصمیم به نقل مکان به این کشور را گرفتند. غیاث بیگ تحت نظر اکبر و پسرش جهانگیر به یک وزیر معتمد تبدیل شد و به دلیل خدماتش عنوان «اعتمادالدوله» («ستون دولت») به او اعطا شد.
گرچه او در حال خدمت به عنوان دیوان یک امیرالامرا در سال ۱۶۰۷, به اختلاس ۵۰٬۰۰۰ روپیه متهم شد که منجر به کاهش رتبه و وضعیتش در دربار شد. دومین دختر عصمت بیگم به نام مهرالنسا در سال ۱۶۱۱، مورد توجه جهانگیر امپراتور در قصر مینا بازار قرار گرفت. امپراتور بی‌درنگ از او خواستگاری کرد و آن دو در همان سال ازدواج کردند. این ازدواج دوباره منجر به افزایش چشمگیر ثروت خانواده عصمت بیگم و خانواده غیاث بیگ شد. منصب غیاث بیگ دوباره ارتقا یافت و در سال ۱۶۱۱ به وزیر کل کشور تبدیل شد. به همین ترتیب، پسرانشان آصف خان و اعتقاد خان نیز در امپراتوری مناصب عالی دریافت کردند.

## نقش سیاسی عمده در دربار
مهرالنسا (با عنوان "نور جهان" پس از ازدواج) محبوب ترین و تأثیرگذارترین همسر جهانگیر و بدون‌شک همسر اصلی او بدل شد و خیلی زود پس از ازدواج به عنوان بانوی اول و قدرت واقعی پشت تاج و تخت تبدیل شد. نور جهان جناحی موسوم به اتحادیه تشکیل داد که متشکل از اعضای خانواده و پسرناتنی‌اش، شاهزاده خرم (شاهنشاه آینده شاه جهان) بود. این جناح، به رهبری نورجهان، به دلیل اعتیاد روزافزون و شدید جهانگیر به تریاک و الکل، کنترل کامل دولت را به دست گرفت.
عصمت بیگم، که در نوع خود پند و اندرز عاقلانه و صبوری بود، مطمئناً در دوران شکوفایی و پرورش گروه نقش اتحاد و تشویقی داشته و در آن یکی از حامیان مهم بوده است. وی همچنین شناخته شده است که از نظر سیاسی در امور دربار نقش فعالی داشته و به عنوان مادرخوانده برای جهانگیر و مشاور خردمند نورجهان فعالیت داشته است و به شوهر و پسرانش هم در کارها کمک می کرد، به عنوان یکی از طرفداران جناح دخترش، عصمت مسئول اداره کاخ و حرمسرای سلطنتی بوده. با این حال، شاید شهرت عصمت بیگم به دلیل اختراع عطر معروف گل سرخ به نام عطر‌جهانگیری باشد که جهانگیر آن را به عنوان یک کشف مهم در سلطنت خود توصیف کرد.